# Eccellenza Emilia-Romagna 2017-2018
Il campionato italiano di calcio di Eccellenza regionale 2017-2018 è il ventisettesimo organizzato in Italia. Rappresenta il quinto livello del calcio italiano.

## Stagione
Dopo le vicissitudini della scorsa stagione (il Rimini iscritto all'ultimo momento facendo portare le squadre a 38), quest'anno si doveva tornare alle consuete 36 squadre, 18 per girone. Quindi i dieci posti, lasciati dalle due promosse e dalle otto retrocesse, diventano otto e, considerate le tre retrocesse dalla Serie D, le restanti cinque vanno appannaggio delle vincitrici dei quattro gironi di Promozione (Pallavicino, Rosselli Mutina, Sampaimola e Diegaro) e della Coppa Italia Promozione (San Pietro in Vincoli promossa in Eccellenza come finalista di Coppa Italia Promozione visto che la vincente, Rosselli Mutina, ha vinto anche il campionato). Tuttavia, il ripescaggio del Sasso Marconi e le rinunce del Ribelle e del Carpineti, liberano altri tre posti per le ripescate aventi diritto Agazzanese, Soliera e Russi.
Questi sono i gironi organizzati dal Comitato Regionale della regione Emilia-Romagna, con la novità delle sostituzioni che, anche in campionato (oltre che in Coppa Italia), passano da 3 a 5.

## Girone A

### Squadre partecipanti
| Club                    | Città                                       | Stadio                               | Stagione 2016-2017                            |
| ----------------------- | ------------------------------------------- | ------------------------------------ | --------------------------------------------- |
| Agazzanese              | Agazzano (PC)                               | Campo "F. Baldini"                   | 2º posto in Promozione Emilia-Romagna gir. A  |
| Axys Zola               | Zola Predosa (BO)                           | Campo sintetico "Filippetti"         | 3º posto in Eccellenza Emilia-Romagna gir. A  |
| Bagnolese               | Bagnolo in Piano (RE)                       | Stadio "F.lli Campari"               | 12º posto in Eccellenza Emilia-Romagna gir. A |
| Bibbiano San Polo       | Bibbiano (RE)                               | Campo "Bedogni"                      | 7º posto in Eccellenza Emilia-Romagna gir. A  |
| Pol. Dil. Casalgrandese | Casalgrande (RE)                            | Campo sintetico comunale             | 5º posto in Eccellenza Emilia-Romagna gir. A  |
| Fidentina               | Fidenza (PR)                                | Campo "D. Ballotta" ("A")            | 11º posto in Eccellenza Emilia-Romagna gir. A |
| Fiorano 1961            | Fiorano Modenese (MO)                       | Campo sintetico "Ferrari"            | 4º posto in Eccellenza Emilia-Romagna gir. A  |
| Folgore Rubiera         | Rubiera (RE)                                | Campo "A. Valeriani"                 | 2º posto in Eccellenza Emilia-Romagna gir. A  |
| Nibbiano e Valtidone    | Nibbiano (PC)                               | Campo "Pio Zuffada"- Pianello Val T. | 8º posto in Eccellenza Emilia-Romagna gir. A  |
| Pallavicino             | Busseto (PR)                                | Campo "F. Cavagna" ("A")             | 1º posto in Promozione Emilia-Romagna gir. A  |
| Pol. San Michelese      | San Michele dei Mucchietti di Sassuolo (MO) | Campo sintetico "Zanti"              | 6º posto in Eccellenza Emilia-Romagna gir. A  |
| Rolo                    | Rolo (RE)                                   | Campo comunale ("B")                 | 10º posto in Eccellenza Emilia-Romagna gir. A |
| Rosselli Mutina         | Modena                                      | Stadio Alberto Braglia               | 1º posto in Promozione Emilia-Romagna gir. B  |
| Salsomaggiore 1931      | Salsomaggiore Terme (PR)                    | Campo "C. Francani"                  | 14º posto in Eccellenza Emilia-Romagna gir. A |
| S. Agostino             | Sant'Agostino di Terre del Reno (FE)        | Campo comunale                       | 9º posto in Eccellenza Emilia-Romagna gir. B  |
| San Felice              | San Felice sul Panaro (MO)                  | Stadio "L. Bergamini"                | 9º posto in Eccellenza Emilia-Romagna gir. A  |
| Solierese               | Soliera (MO)                                | Campo "L. Stefanini" ("A")           | 2º posto in Promozione Emilia-Romagna gir. B  |
| Virtus Castelfranco     | Castelfranco Emilia (MO)                    | Stadio "Ferrarini" ("A")             | 17º posto in Serie D/D                        |

### Classifica
|  | Pos. | Squadra              | Pt | G  | V  | N  | P  | GF | GS | DR  |
|  | ---- | -------------------- | -- | -- | -- | -- | -- | -- | -- | --- |
|  | 1.   | Axys Zola            | 74 | 34 | 22 | 8  | 4  | 59 | 30 | +29 |
|  | 2.   | Rosselli Mutina      | 74 | 34 | 22 | 8  | 4  | 60 | 34 | +26 |
|  | 3.   | Rolo                 | 60 | 34 | 17 | 9  | 8  | 56 | 38 | +18 |
|  | 4.   | Bagnolese            | 58 | 34 | 15 | 13 | 6  | 49 | 28 | +21 |
|  | 5.   | Folgore Rubiera      | 54 | 34 | 14 | 12 | 8  | 50 | 38 | +12 |
|  | 6.   | Virtus Castelfranco  | 52 | 34 | 15 | 7  | 12 | 47 | 35 | +12 |
|  | 7.   | San Michelese        | 51 | 34 | 14 | 9  | 11 | 43 | 35 | +8  |
|  | 8.   | Agazzanese           | 50 | 34 | 13 | 11 | 10 | 53 | 44 | +9  |
|  | 8.   | Fiorano              | 49 | 34 | 14 | 7  | 13 | 40 | 41 | -1  |
|  | 10.  | Nibbiano e Valtidone | 48 | 34 | 12 | 12 | 10 | 47 | 36 | +11 |
|  | 11.  | S. Agostino          | 43 | 34 | 12 | 7  | 15 | 37 | 45 | -8  |
|  | 12.  | Solierese            | 42 | 34 | 10 | 12 | 12 | 26 | 39 | -13 |
|  | 13.  | Pallavicino          | 41 | 34 | 10 | 11 | 13 | 41 | 42 | -1  |
|  | 14.  | Fidentina            | 40 | 34 | 11 | 7  | 16 | 37 | 42 | -5  |
|  | 15.  | Salsomaggiore        | 39 | 34 | 10 | 9  | 15 | 32 | 42 | -10 |
|  | 16.  | Bibbiano San Polo    | 26 | 34 | 6  | 8  | 20 | 23 | 45 | -22 |
|  | 17.  | San Felice           | 23 | 34 | 5  | 8  | 21 | 27 | 55 | -28 |
|  | 18.  | Casalgrandese        | 13 | 34 | 3  | 4  | 27 | 27 | 85 | -58 |

Legenda:

      Promossa in Serie D 2018-2019.

      Ammessa ai play-off nazionali.

 Ammessa ai play-out.

      Retrocessa in Promozione 2018-2019 dopo i play-out.

      Retrocesse in Promozione 2018-2019.

Note:

Tre punti a vittoria, uno a pareggio, zero a sconfitta.

### Risultati

#### Tabellone
|                      | Aga  | AxZ  | Bag  | BSP  | Cas  | Fid  | Fio  | FoR  | N&V  | Pal  | Rol  | RMu  | S.A  | S.F  | Sal  | SaM  | Sol  | VCa  |
| -------------------- | ---- | ---- | ---- | ---- | ---- | ---- | ---- | ---- | ---- | ---- | ---- | ---- | ---- | ---- | ---- | ---- | ---- | ---- |
| Agazzanese           | –––– | 0-1  | 3-3  | 0-0  | 2-0  | 4-1  | 0-2  | 4-2  | 3-2  | 2-1  | 2-2  | 2-2  | 2-1  | 1-1  | 2-3  | 0-0  | 1-1  | 1-3  |
| Axys Zola            | 2-2  | –––– | 3-1  | 3-1  | 1-0  | 2-1  | 3-1  | 3-1  | 3-2  | 1-1  | 2-1  | 1-2  | 3-1  | 3-1  | 1-0  | 1-0  | 3-1  | 2-0  |
| Bagnolese            | 1-1  | 0-1  | –––– | 0-0  | 3-0  | 3-2  | 3-0  | 0-0  | 0-0  | 0-0  | 2-1  | 1-0  | 4-1  | 3-1  | 0-1  | 0-2  | 1-0  | 2-1  |
| Bibbiano-San Polo    | 0-3  | 0-1  | 1-0  | –––– | 3-1  | 0-1  | 0-2  | 1-1  | 0-0  | 1-2  | 2-3  | 0-1  | 0-1  | 2-0  | 2-3  | 0-1  | 1-1  | 0-1  |
| Casalgrandese        | 1-4  | 0-3  | 0-3  | 2-1  | –––– | 1-2  | 1-1  | 3-2  | 2-3  | 1-3  | 0-3  | 2-2  | 0-3  | 0-1  | 2-0  | 0-4  | 1-2  | 0-2  |
| Fidentina            | 2-1  | 0-0  | 0-2  | 3-0  | 2-0  | –––– | 2-1  | 0-1  | 1-1  | 0-0  | 2-0  | 2-3  | 0-1  | 2-1  | 1-1  | 1-2  | 0-0  | 2-1  |
| Fiorano              | 0-1  | 2-1  | 0-1  | 1-0  | 2-0  | 3-1  | –––– | 1-2  | 2-1  | 2-0  | 1-1  | 0-3  | 1-0  | 2-0  | 2-2  | 1-4  | 0-1  | 1-1  |
| Folgore Rubiera      | 3-0  | 1-1  | 1-1  | 0-1  | 6-0  | 1-0  | 2-1  | –––– | 1-0  | 0-0  | 2-0  | 1-1  | 0-3  | 4-2  | 1-1  | 1-1  | 4-0  | 1-1  |
| Nibbiano & Valtidone | 1-0  | 1-1  | 1-1  | 3-1  | 2-2  | 1-0  | 1-1  | 0-0  | –––– | 0-3  | 4-2  | 2-3  | 1-2  | 3-0  | 2-0  | 3-0  | 6-0  | 2-1  |
| Pallavicino          | 4-2  | 1-1  | 2-2  | 0-1  | 2-1  | 0-3  | 1-2  | 2-4  | 1-1  | –––– | 0-1  | 2-3  | 2-0  | 1-1  | 1-1  | 4-2  | 0-1  | 3-0  |
| Rolo                 | 2-2  | 2-3  | 0-0  | 0-1  | 4-1  | 2-0  | 2-0  | 1-1  | 0-0  | 2-0  | –––– | 1-0  | 3-2  | 1-1  | 2-4  | 2-0  | 1-1  | 2-1  |
| Rosselli Mutina      | 1-0  | 2-0  | 2-1  | 1-1  | 2-2  | 2-0  | 1-0  | 3-1  | 2-0  | 2-1  | 2-4  | –––– | 3-0  | 2-1  | 1-0  | 2-3  | 1-1  | 2-2  |
| S. Agostino          | 0-1  | 0-1  | 0-4  | 2-1  | 4-2  | 2-1  | 2-2  | 2-2  | 0-1  | 0-0  | 1-1  | 1-1  | –––– | 0-2  | 1-0  | 1-1  | 2-0  | 0-2  |
| S. Felice            | 0-1  | 1-5  | 1-1  | 2-2  | 3-1  | 2-1  | 0-1  | 0-1  | 1-1  | 0-1  | 0-2  | 0-1  | 0-1  | –––– | 0-3  | 0-0  | 2-2  | 0-2  |
| Salsomaggiore        | 0-1  | 0-2  | 0-0  | 0-0  | 2-0  | 3-2  | 1-1  | 0-1  | 0-0  | 1-2  | 0-4  | 0-1  | 0-2  | 2-0  | –––– | 1-0  | 1-3  | 0-2  |
| San Michelese        | 0-4  | 3-0  | 1-1  | 2-0  | 4-0  | 1-1  | 1-0  | 3-0  | 1-0  | 3-1  | 1-2  | 0-2  | 1-0  | 0-2  | 1-2  | –––– | 1-1  | 0-2  |
| Solierese            | 1-0  | 1-1  | 0-2  | 1-0  | 2-0  | 0-0  | 1-2  | 1-0  | 0-1  | 1-0  | 0-1  | 0-1  | 1-1  | 1-0  | 0-0  | 0-0  | –––– | 1-2  |
| Virtus Castelfranco  | 1-1  | 0-0  | 2-3  | 3-0  | 2-1  | 0-1  | 1-2  | 1-2  | 2-1  | 0-0  | 0-1  | 2-3  | 2-0  | 2-1  | 2-0  | 0-0  | 3-0  | –––– |

### Spareggi

#### Spareggio 1º posto
|           | Risultati         |                 | Luogo, data e ora                        |
| --------- | ----------------- | --------------- | ---------------------------------------- |
| Axys Zola | 0 - 0 (5 - 4 dtr) | Rosselli Mutina | Reggio Emilia, 13 maggio 2018, ore 16:30 |

#### Play-out
|           | Risultati   |               | Luogo, data e ora                  |
| --------- | ----------- | ------------- | ---------------------------------- |
| Fidentina | 0 - 1 (dts) | Salsomaggiore | Fidenza, 13 maggio 2018, ore 16:30 |

## Girone B

### Squadre partecipanti
| Club                  | Città                            | Stadio                               | Stagione 2016-2017                            |
| --------------------- | -------------------------------- | ------------------------------------ | --------------------------------------------- |
| Alfonsine             | Alfonsine (RA)                   | Campo "Brigata Crem." ("B")          | 14º posto in Serie D/F                        |
| Argentana             | Argenta (FE)                     | Stadio "L. Mongardi"                 | 8º posto in Eccellenza Emilia-Romagna gir. B  |
| Calcio Castrocaro     | Castrocaro (FC)                  | Campo "P. Battanini" ("A")           | 6º posto in Eccellenza Emilia-Romagna gir. B  |
| Cervia 1920           | Cervia (RA)                      | Stadio dei Pini "G. Todoli"          | 17º posto in Eccellenza Emilia-Romagna gir. B |
| Classe                | Classe di Ravenna                | Campo comunale ("1") (erba naturale) | 3º posto in Eccellenza Emilia-Romagna gir. B  |
| Corticella            | Corticella di Bologna            | Campo "Biavati" ("1")                | 18º posto in Eccellenza Emilia-Romagna gir. B |
| Diegaro               | Diegaro di Cesena (FC)           | Campo comunale                       | 1º posto in Promozione Emilia-Romagna gir. D  |
| Faenza Calcio         | Faenza (RA)                      | Stadio "B. Neri"                     | 11º posto in Eccellenza Emilia-Romagna gir. B |
| Fya Riccione          | Riccione (RN)                    | Stadio sintetico "Nicoletti"         | 5º posto in Eccellenza Emilia-Romagna gir. B  |
| Granamica             | Minerbio (BO)                    | Campo "G. Soverini"                  | 7º posto in Eccellenza Emilia-Romagna gir. B  |
| Marignanese           | San Giovanni in Marignano (RN)   | Campo comunale (erba naturale)       | 10º posto in Eccellenza Emilia-Romagna gir. B |
| Massa Lombarda        | Massa Lombarda (RA)              | Stadio "Dini e Salvalai" ("A")       | 12º posto in Eccellenza Emilia-Romagna gir. B |
| Progresso             | Castel Maggiore (BO)             | Stadio comunale ("1")                | 14º posto in Eccellenza Emilia-Romagna gir. B |
| Real San Lazzaro      | San Lazzaro di Savena (BO)       | Campo comunale ("A")                 | 13º posto in Eccellenza Emilia-Romagna gir. B |
| Russi                 | Russi (RA)                       | Stadio "B. Bucci"                    | 2º posto in Promozione Emilia-Romagna gir. D  |
| San Pietro in Vincoli | San Pietro in Vincoli di Ravenna | Campo comunale ("A")                 | 9º posto in Promozione Emilia-Romagna gir. D  |
| Sampaimola            | Imola (BO)                       | Campo "Dalle Vacche"                 | 1º posto in Promozione Emilia-Romagna gir. C  |
| Savignanese           | Savignano sul Rubicone (FC)      | Campo "G. Capanni" (erba naturale)   | 4º posto in Eccellenza Emilia-Romagna gir. B  |

### Classifica
|  | Pos. | Squadra             | Pt | G  | V  | N  | P  | GF | GS  | DR   |
|  | ---- | ------------------- | -- | -- | -- | -- | -- | -- | --- | ---- |
|  | 1.   | Savignanese         | 71 | 34 | 20 | 11 | 3  | 53 | 20  | +33  |
|  | 2.   | Classe              | 67 | 34 | 18 | 13 | 3  | 47 | 17  | +30  |
|  | 3.   | Granamica           | 60 | 34 | 16 | 12 | 6  | 49 | 24  | +25  |
|  | 4.   | Fya Riccione        | 55 | 34 | 17 | 4  | 13 | 56 | 39  | +17  |
|  | 5.   | Castrocaro          | 55 | 34 | 15 | 10 | 9  | 51 | 35  | +16  |
|  | 6.   | Alfonsine           | 54 | 34 | 15 | 9  | 10 | 67 | 46  | +21  |
|  | 7.   | Argentana           | 49 | 34 | 14 | 7  | 13 | 43 | 41  | +2   |
|  | 8.   | Corticella          | 49 | 34 | 12 | 13 | 9  | 45 | 30  | +15  |
|  | 9.   | Marignanese         | 49 | 34 | 12 | 13 | 9  | 45 | 37  | +8   |
|  | 10.  | Faenza              | 46 | 34 | 12 | 10 | 12 | 47 | 50  | -3   |
|  | 11.  | Progresso           | 46 | 34 | 12 | 10 | 12 | 49 | 37  | +12  |
|  | 12.  | Diegaro             | 45 | 34 | 11 | 12 | 11 | 41 | 45  | -4   |
|  | 13.  | Massa Lombarda      | 43 | 34 | 11 | 10 | 13 | 43 | 42  | +1   |
|  | 14.  | Sampaimola          | 42 | 34 | 9  | 15 | 10 | 30 | 30  | 0    |
|  | 15.  | Cervia              | 34 | 34 | 7  | 13 | 14 | 36 | 50  | -14  |
|  | 16.  | S.Pietro in Vincoli | 31 | 34 | 8  | 7  | 19 | 34 | 49  | -15  |
|  | 17.  | Russi               | 30 | 34 | 7  | 9  | 18 | 27 | 49  | -22  |
|  | 18.  | Real San Lazzaro    | 1  | 34 | 0  | 2  | 32 | 10 | 132 | -122 |

Legenda:

      Promossa in Serie D 2018-2019.

      Ammessa ai play-off nazionali.

 Ammessa ai play-out.

      Retrocessa in Promozione 2018-2019 dopo i play-out.

      Retrocesse in Promozione 2018-2019.

Note:

Tre punti a vittoria, uno a pareggio, zero a sconfitta.
Classe ripescato per completamento organico in Serie D 2018-2019.

### Risultati

#### Tabellone
|                       | Alf  | Arg  | Cas  | Cer  | Cla  | Cor  | Die  | Fae  | Fya  | Gra  | Mar  | Mas  | Pro  | RSL  | Rus  | SPV  | San  | Sav  |
| --------------------- | ---- | ---- | ---- | ---- | ---- | ---- | ---- | ---- | ---- | ---- | ---- | ---- | ---- | ---- | ---- | ---- | ---- | ---- |
| Alfonsine             | –––– | 4-0  | 3-1  | 2-2  | 1-1  | 1-0  | 4-0  | 2-1  | 3-2  | 0-2  | 1-3  | 4-1  | 2-4  | 5-0  | 2-1  | 3-1  | 1-2  | 0-0  |
| Argentana             | 0-1  | –––– | 2-4  | 4-1  | 1-1  | 1-1  | 2-1  | 2-3  | 1-0  | 1-1  | 1-1  | 3-0  | 0-2  | 2-0  | 2-1  | 3-1  | 1-0  | 1-2  |
| Castrocaro            | 1-1  | 1-1  | –––– | 2-3  | 0-0  | 1-0  | 2-2  | 2-1  | 0-1  | 0-1  | 3-1  | 1-1  | 4-0  | 3-0  | 2-1  | 1-1  | 0-0  | 1-3  |
| Cervia 1920           | 2-0  | 4-3  | 0-1  | –––– | 1-2  | 0-1  | 0-0  | 2-2  | 1-2  | 0-1  | 0-2  | 0-2  | 0-0  | 3-0  | 1-1  | 1-1  | 0-0  | 1-1  |
| Classe                | 3-1  | 1-0  | 1-0  | 0-0  | –––– | 1-0  | 0-1  | 1-1  | 4-1  | 1-1  | 2-0  | 1-1  | 1-0  | 3-1  | 2-1  | 1-0  | 2-0  | 0-0  |
| Corticella            | 1-1  | 1-1  | 2-3  | 1-0  | 0-0  | –––– | 3-1  | 1-2  | 2-1  | 2-2  | 0-1  | 1-1  | 3-2  | 5-0  | 3-0  | 1-0  | 1-1  | 0-2  |
| Diegaro               | 3-3  | 1-0  | 1-2  | 1-1  | 0-2  | 1-1  | –––– | 3-1  | 1-4  | 0-3  | 4-3  | 0-1  | 0-0  | 2-0  | 2-2  | 2-1  | 1-1  | 0-0  |
| Faenza                | 0-0  | 0-1  | 2-3  | 2-3  | 2-1  | 0-0  | 1-1  | –––– | 0-0  | 0-3  | 4-3  | 0-0  | 2-2  | 2-1  | 2-0  | 0-3  | 2-1  | 0-1  |
| Fya Riccione          | 4-2  | 1-0  | 0-1  | 2-1  | 0-1  | 1-3  | 2-0  | 4-0  | –––– | 0-1  | 0-0  | 5-1  | 1-0  | 8-0  | 1-0  | 4-3  | 0-1  | 2-1  |
| Granamica             | 1-2  | 1-2  | 1-0  | 3-0  | 0-0  | 2-2  | 0-1  | 2-4  | 1-0  | –––– | 4-2  | 0-0  | 2-1  | 2-0  | 2-0  | 0-0  | 1-0  | 1-1  |
| Marignanese           | 2-2  | 0-0  | 2-0  | 1-0  | 0-0  | 1-1  | 1-0  | 2-2  | 0-2  | 0-0  | –––– | 2-1  | 1-1  | 3-1  | 0-1  | 0-0  | 2-2  | 0-1  |
| Massa Lombarda        | 1-0  | 1-3  | 1-0  | 5-0  | 0-1  | 0-0  | 0-1  | 0-2  | 1-1  | 1-3  | 1-0  | –––– | 2-0  | 7-0  | 2-1  | 4-2  | 0-0  | 2-3  |
| Progresso             | 2-1  | 1-0  | 0-1  | 2-2  | 1-1  | 0-0  | 0-1  | 1-3  | 2-0  | 1-1  | 1-2  | 2-1  | –––– | 7-0  | 1-0  | 1-0  | 1-2  | 1-2  |
| Real San Lazzaro      | 0-8  | 0-1  | 0-7  | 0-3  | 0-9  | 0-2  | 1-5  | 0-2  | 3-3  | 0-6  | 0-6  | 0-3  | 0-4  | –––– | 1-2  | 0-3  | 1-2  | 0-6  |
| Russi                 | 1-1  | 0-2  | 0-0  | 0-0  | 1-1  | 1-3  | 0-0  | 1-1  | 1-2  | 1-0  | 0-1  | 1-1  | 1-6  | 3-0  | –––– | 1-0  | 0-3  | 1-2  |
| San Pietro in Vincoli | 1-3  | 1-2  | 0-1  | 0-3  | 2-1  | 0-4  | 2-2  | 1-0  | 2-0  | 1-0  | 1-2  | 2-1  | 0-0  | 3-0  | 0-1  | –––– | 0-0  | 0-4  |
| Sanpaimola            | 1-2  | 1-0  | 1-1  | 1-1  | 0-1  | 1-0  | 0-2  | 1-2  | 2-0  | 1-1  | 1-1  | 0-0  | 0-2  | 1-1  | 1-2  | 2-0  | –––– | 1-1  |
| Savignanese           | 2-1  | 3-0  | 2-2  | 3-0  | 0-1  | 1-0  | 2-1  | 2-1  | 0-2  | 0-0  | 0-0  | 3-0  | 1-1  | 1-0  | 2-0  | 1-0  | 0-0  | –––– |